# Dame van Brussel

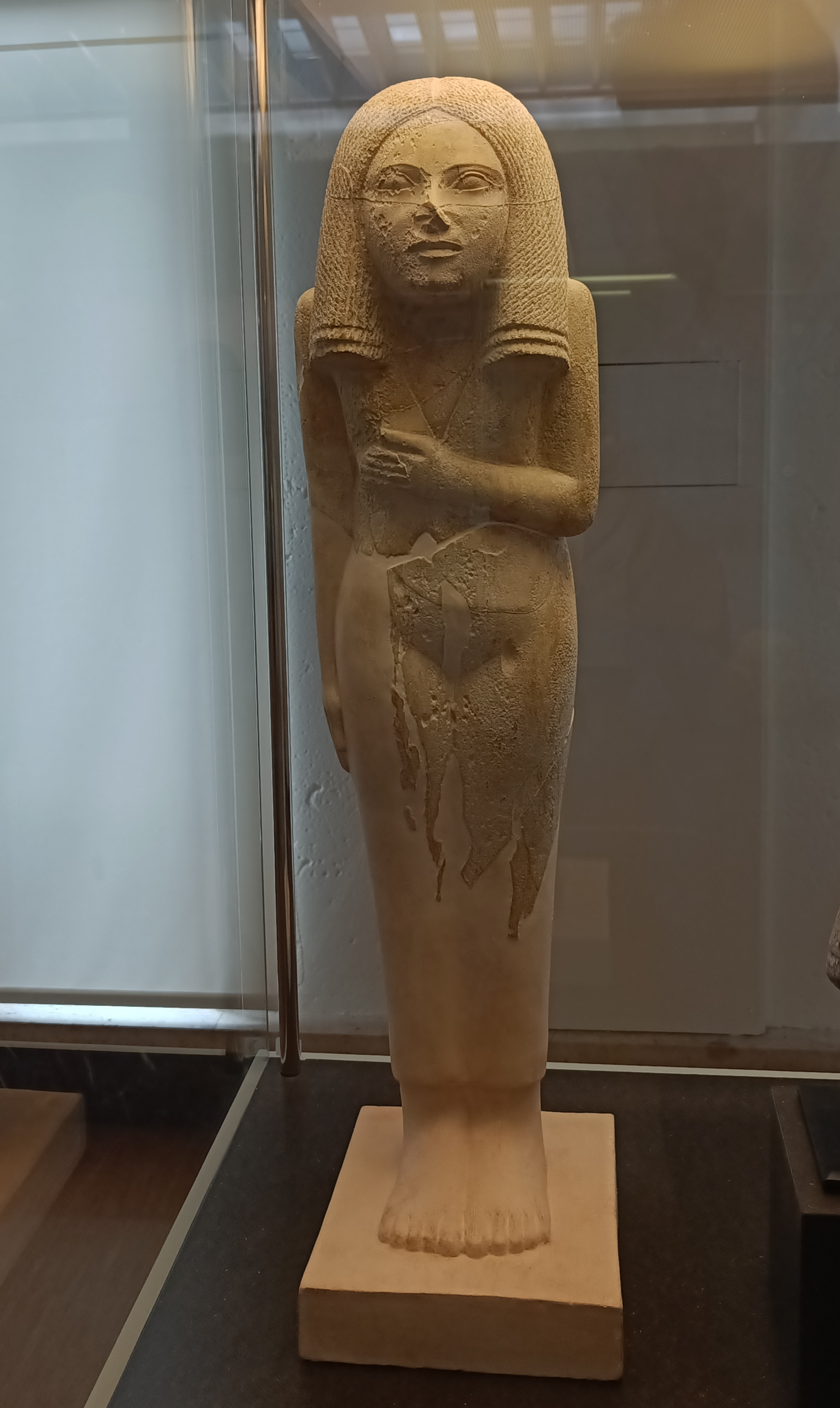

De Dame van Brussel is een kalkstenen beeld van een staande vrouw uit de late 2e of de vroege 3e dynastie van het Oude Egypte (ca. 2700-2600 v.Chr.). Het archaïsche beeldhouwwerk bevindt zich in het Museum Kunst & Geschiedenis van Brussel (inv. E.0752). Binnen de Oud-Egyptische kunst behoort het tot de vroegste beelden van een particulier persoon en is het ook een van de eerste beelden van een vrijstaande vrouw.

## Geschiedenis
Het beeld werd aangekocht door de archeoloog Gustave Hagemans (1830-1908), die het in 1861 met een groot deel van zijn verzameling afstond aan het toenmalige Musée royal d'Armures, d'Antiquités et d'Ethnologie in de Hallepoort. Over de herkomst is niets bekend, maar op basis van stilistische gelijkenissen kan worden verondersteld dat het een grafsculptuur uit Sakkara zou kunnen zijn. Het beeld is aangetroffen in fragmenten en moest worden gerestaureerd. Mogelijk was er een verloren pendant in de vorm van een (groter) beeld van een echtgenoot, want in de vroegdynastieke periode verslechterde de positie van de vrouw en werden ze doorgaans kleiner afgebeeld.
In 2012 werd de Dame van Brussel opnieuw gerestaureerd door het Koninklijk Instituut voor het Kunstpatrimonium. 

## Voorstelling
Het gerestaureerde beeld is 74,5 cm hoog, 18,6 cm breed en 16,5 cm diep. Het betreft een losstaande vrouw met pruik in een kokerjurk. De pose is enigszins rigide maar toont de lichaamsvormen. Het hoofd staat bijna zonder nek vooruit. Het gezicht en de gevlochten pruik zijn volledig symmetrisch. De linkerarm is voor de borst gevouwen, de rechterarm hangt naast het lichaam. De nauw aansluitende jurk zonder veel taille heeft een V-vormige halsuitsnijding. Waar het vooraanzicht eerder gedrongen en rigide is, toont het zijaanzicht een verrassend slank silhouet.

## Voetnoten
1. ↑  The Dawn of Egyptian Art, The Metropolitan Museum of Art, New York, California Literary Review, 1 oktober 2023
2. ↑  Voyeur: deze wereldberoemde Brusselse dame is een Egyptisch raadsel, Het Belang van Limburg, 6 mei 2023